# Niederhofen (Pilsach)
Niederhofen ist ein Gemeindeteil der Gemeinde Pilsach im Landkreis Neumarkt in der Oberpfalz in Bayern.

## Geographie
Das Dorf liegt im oberpfälzischen Jura auf im Tal der Schwarzen Laber auf circa 495 m ü. NHN. Um den Ort herum verläuft die Kreisstraße NM 14 mit zwei Zufahrten zum Ort. Eine Gemeindeverbindungsstraße führt in östlicher Richtung nach Dietkirchen.

## Geschichte
Niederhofen im Sinne von der unteren, tiefer gelegenen Ansiedelung gehörte im Alten Reich zur Probstei Litzlohe des Klosteramtes Kastl im pfalz-neuburgischen Pflegamt Pfaffenhofen-Haimburg, das die Hochgerichtsbarkeit ausübte. Um 1800 bestand das Dort aus 17 Anwesen, die sich das Klosteramt und das Pflegamt teilten.
Im Königreich Bayern wurde um 1810 der Steuerdistrikt, mit dem zweiten Gemeindeedikt von 1818 die Ruralgemeinde Dietkirchen im Landgericht Kastl gebildet, zu der von Anfang an Niederhofen gehörte und zu der 1818 Giggling und Eschertshofen hinzukamen.
In Niederhofen lebten
- 1836 109 Einwohner (17 Häuser),[3]
- 1861 124 Einwohner (40 Gebäude),[4]
- 1871 112 Einwohner (34 Gebäude; an Großviehbestand 17 Pferde und 101 Stück Rindvieh),[5]
- 1900 100 Einwohner (17 Wohngebäude),[6]
- 1925 103 Einwohner (17 Wohngebäude),[7]
- 1937 98 Einwohner (nur Katholiken),[8]
- 1950 131 Einwohner (18 Wohngebäude).[9]
- 1987 85 Einwohner (20 Wohngebäude),[10]

Heute sind 19 Hausnummern vergeben.
Zum Abschluss der bayerischen Gebietsreform wurde die Gemeinde Dietkirchen  und damit auch Niederhofen zum 1. Januar 1978 nach Pilsach eingemeindet.

## Kirchliche Verhältnisse
Das Dorf gehörte seit altersher zur Filiale Lampertshofen der katholischen Pfarrei Dietkirchen des Klosters Kastl im Bistum Eichstätt. 1540 bis 1626 war mit Pfalz-Neuburg Dietkirchen und damit auch Niederhofen evangelisch.

## Baudenkmäler
Als Baudenkmal gelten die zwei ehemaligen Bauernhäuser Niederhofen 8 und 11, mit Fachwerkgiebeln und aus dem 18./19. Jahrhundert stammend, sowie eine Feldkapelle in den Thurnäckern aus der gleichen Zeitepoche.

## Geotop „Doggerfelswand“

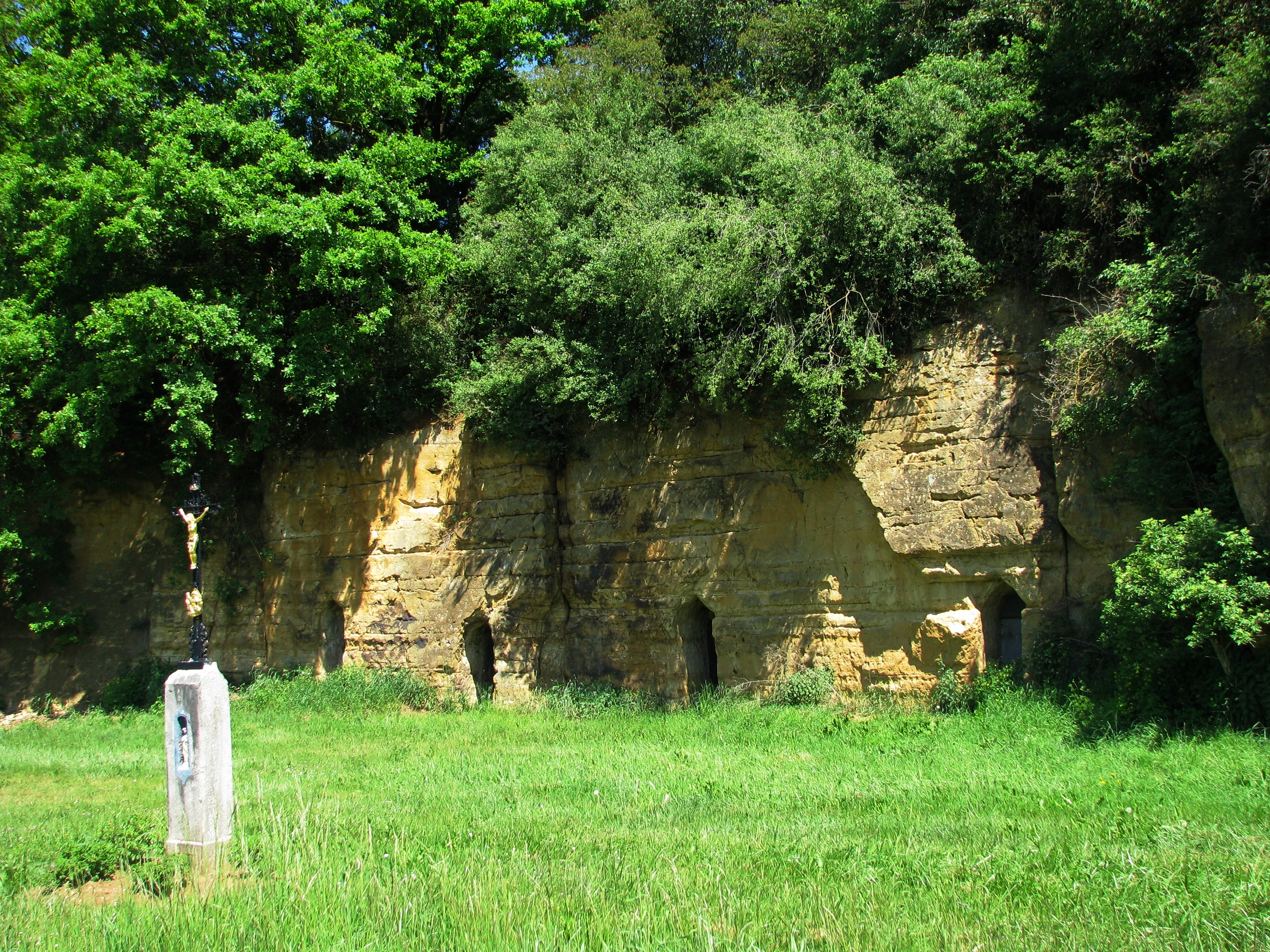
Die Doggerfelswand von Niederhofen

Nach dem Ortsausgang findet sich nördlich der Straße gegen Dietkirchen hin eine ca. 200 m lange und 10 m hohe Doggerfelswand aus Eisensandstein (= Dogger Beta). Aufgrund ihrer Verwitterungsresistenz bilden die Sandsteine des Dogger Beta häufig Steilstufen im Gelände – wie hier bei Niederhofen. Die hohe Standfestigkeit bei gleichzeitiger leichter Bearbeitbarkeit boten ideale Bedingungen für die Anlage von circa 40 kammerartigen Felsenkellern. Das Geotop Nr. 69 zählt zu den 100 schönsten Geotopen Bayerns.